# Priego (kommunhuvudort)
Priego är en kommunhuvudort i Spanien.   Den ligger i provinsen Provincia de Cuenca och regionen Kastilien-La Mancha, i den centrala delen av landet, 120 km öster om huvudstaden Madrid. Priego ligger 863 meter över havet och antalet invånare är 1 055.
Terrängen runt Priego är kuperad åt nordost, men åt sydväst är den platt. Terrängen runt Priego sluttar västerut. Runt Priego är det mycket glesbefolkat, med 6 invånare per kvadratkilometer. Priego är det största samhället i trakten. Trakten runt Priego består till största delen av jordbruksmark.